# Aurora (Album)
Aurora ist ein Kollaboalbum des deutschen Rappers LGoony und des österreichischen Rappers Crack Ignaz. Es erschien am 19. Januar 2016 als kostenloser Download im Eigenvertrieb. Zum Track Oida Wow erschien am selben Tag ein Musikvideo über den YouTube-Kanal des Berliner Labels Live From Earth.

## Titelliste
| #  | Titel        | Produktion               | Dauer |
| -- | ------------ | ------------------------ | ----- |
| 1  | UFO          | Lex Lugner               | 3:49  |
| 2  | Oida Wow     | DJ Heroin                | 4:36  |
| 3  | Halloween    | Lex Lugner               | 3:02  |
| 4  | 7000         | Lex Lugner               | 2:37  |
| 5  | Tokyo Boys   | Nikki 3k, Gee Futuristic | 3:49  |
| 6  | Ich krieg es | DJ Heroin                | 3:46  |
| 7  | Haname       | Padillion                | 3:03  |
| 8  | Moonwalk     | HNRK                     | 3:18  |
| 9  | Eis          | HNRK & DJ Heroin         | 3:56  |
| 10 | XN           | DJ Heroin                | 3:13  |
| 11 | Alles        | Nikki 3k, Gee Futuristic | 3:24  |

## Rezeption

### Kritik
Das E-Zine Laut.de bewertete Aurora mit fünf von möglichen fünf Punkten. Aus Sicht des Redakteurs Philipp Kopka funktioniere die „Harmonie aus Goonys wieder einmal eindrucksvoll unter Beweis gestelltem Talent für Ohrwurm-Hooks, gepaart mit Ignaz' lässigem Mundart-Rap […] auf jeder Ebene.“ Dabei stehe das Album „weder im Zeichen des fluffigen ‚Kirsch‘-Sounds, noch bedien[e] sie sich an den abgespaceten ‚Grape Tape‘-Synthflächen.“ Auf Stücken wie Oida Wow, 7000, Tokyo Boys oder XN gehe es „vor allem deutlich aggressiver zu, als auf den bisher veröffentlichten Tapes und Alben.“ Dagegen sei die zweite Hälfte durch die Lieder Moonwalk oder Haname „friedlicher.“ Zusammengefasst machen die Rapper der Hip-Hop-Szene „im Vorbeigehen“ vor, „wie frisch Rap auf Deutsch 2016 klingen“ könne.
Pascal Bremmer bewertete Aurora für die Internetseite Plattentests.de und vergab dabei fünf von zehn Punkten. Crack Ignaz und LGoony vereine „neben den durchaus vorhandenen Skills auch ein nicht unerhebliches Auf-den-Sack-geh-Potenzial.“ Die aggressiven Lieder seien „nicht nur unauthentisch, sondern auch fast ein bisschen peinlich.“ Positiv bewertet werden die Stücke Oida wow und 7000. Haname wird als „schmachtender Liebesfetzen“ charakterisiert. Zusammengefasst wirken die „Lausbubengeschichten […] im Kontext der thematisierten schnellen Autos, Bitches und dem sich selbst zugeschriebenen Swag häufig schlicht zu unecht.“
Moritz Friedenberg bewertete das Album auf MZEE.com positiv. Ein Release dieser Art „gab es so vorher noch nicht im deutschen Rap“. Er hebt außerdem hervor, dass die beiden Rapper den modernen, traplastigeren Sound „zugänglicher gemacht“ und trotzdem „etwas vollkommen Eigenes erschaffen“ hätten.

### Bestenliste
In der Liste der besten „Hip Hop-Alben des Jahres“ 2016 von Laut.de wurde Aurora auf Rang 10 platziert. So halle das im Januar veröffentlichte Album „noch das gesamte restliche Jahr nach.“ Damit lande es „nicht nur in den Top Ten“, sondern beantworte „auch endgültig die Frage, wie es um die Halbwertszeit dieser neuen Hip Hop-Generation“ stehe. Auch in den Lesercharts von Laut.de platzierte sich Aurora mit Rang 8 unter den „Lieblings-Alben des Jahres“.